# Griekse madonna
De Griekse Madonna (Italiaans: Madonna greca) is een schilderij van Giovanni Bellini, dat hij tussen 1460 en 1470 maakte. Het dankt zijn naam aan de Griekse woorden voor "Moeder van God" en "Christus" aan de zijkanten. Sinds 1808 maakt het werk deel uit van de collectie van de Pinacoteca di Brera in Milaan.

## Voorstelling
Binnen de lange reeks schilderijen die Bellini en zijn atelier van Maria met kind hebben gemaakt, geldt de Griekse madonna als een vroeg en bijzonder fraai exemplaar. Op het paneel ondersteunt Maria met beide handen haar zoon, die naar achteren lijkt te leunen. Jezus staat op een geschilderde lijst, waar ook enkele plooien van de jurk van Maria overheen vallen. In zijn hand houdt hij een appel. Dit is mogelijk een verwijzing naar de erfzonde, waarvoor Christus verlossing zal brengen. De peinzende en melancholische blik van Maria kan ook een voorafschaduwing van de kruisdood van haar zoon zijn.
Het schilderij doet denken aan Byzantijnse iconen, de voorlopers van de Venetiaanse schilderkunst. Dit werd nog versterkt door de gouden achtergrond die het werk lang heeft gehad. Tijdens een restauratie in 1986 kwam echter vast te staan dat de gouden laag in de zestiende eeuw is aangebracht en dat Bellini achter Maria een groot gordijn had geschilderd met aan de zijkanten een kleine strook blauwe lucht.
Bij het schilderen van dit schilderij ging Bellini zeer nauwgezet te werk. Op de onderlaag van gips en lijm bracht hij een voorbereidende tekening aan, die met infraroodonderzoek aan het licht is gebracht. In deze tekening gaf hij zelfs de lichte en donkere delen met een regelmatig patroon van streepjes aan. De schilder en schrijver Paolo Pino schreef  in 1548 dat deze techniek kenmerkend voor Bellini was.

## Herkomst
De Griekse Madonna is afkomstig uit de Ufficio dei Regolatori alla Scrittura in het Dogepaleis in Venetië. In 1808, toen Napoleon over Italië heerste, verhuisde het werk naar de Pinacoteca di Brera.